# Portinnesto

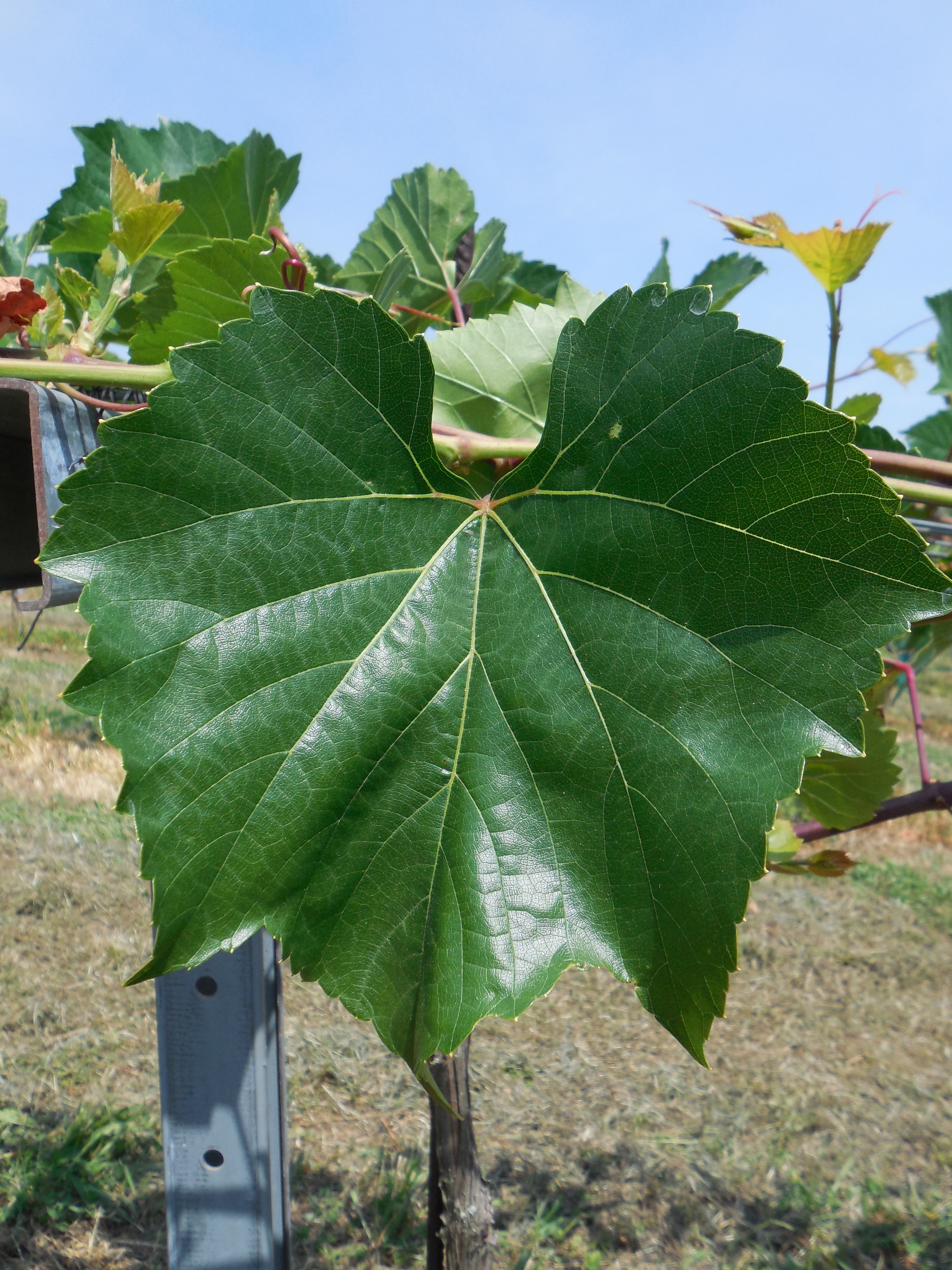
Foglia di portinnesto Ruggeri 140

Il portinnesto o portainnesto o soggetto o ipobionte è la parte inferiore di una pianta moltiplicata con la tecnica dell'innesto.
Una pianta innestata è un albero, un arbusto o, meno frequentemente, una pianta erbacea, ottenuta dall'unione di due o più individui, detti bionti. Quello inferiore, il portinnesto, fornisce l'apparato radicale e una parte più o meno sviluppata dell'apparato caulinare, mentre quello superiore, la marza o nesto o gentile o epibionte, costituisce la chioma. Nelle piante bimembri il portinnesto è in diretta connessione con il nesto, mentre nelle piante trimembri i due bionti sono separati da un terzo, detto intermediario.

## Ruolo del portinnesto
Il portinnesto ha la funzione di fornire alla pianta determinate proprietà in modo migliore di quanto lo possa fare il nesto da solo. Tali proprietà dipendono dagli scopi per cui si effettua l'innesto.
Quando l'innesto si esegue per scopi di propagazione, il portinnesto assolve ad una o più delle seguenti funzioni:
- Precocità: le piante innestate entrano in produzione più precocemente rispetto ai semenzali [1].
- Regolazione dello sviluppo e della produzione: il portinnesto può correggere il portamento della cultivar da cui è ottenuto il nesto, riducendone o aumentandone la vigoria. Agendo sul vigore vegetativo, il portinnesto influenzerà indirettamente la produttività della cultivar.
- Adattamento a specifiche condizioni pedologiche: il portinnesto può fornire un migliore adattamento a condizioni pedologiche particolari, come gli eccessi o i difetti di umidità nel terreno, gli eccessi di calcare, il pH anomalo, ecc.
- Adattamento a specifiche condizioni climatiche: il portinnesto può fornire una migliore resistenza a condizioni climatiche avverse (siccità, freddo).
- Adattamento a specifiche condizioni biologiche: il portinnesto può fornire una maggiore resistenza ad avversità di natura biologica prevenendo gli attacchi da parte di specifici o generici parassiti o fitofagi (funghi, nematodi, insetti, ecc.).

In queste condizioni, che rientrano nell'ordinarietà, l'agricoltore sceglie la migliore combinazione per realizzare gli scopi previsti: la cultivar innestata risponde agli obiettivi produttivi che si sono prefissati, il portinnesto conferisce le particolari proprietà di adattamento, resistenza e regolazione indispensabili affinché la cultivar assolva nel modo migliore agli obiettivi produttivi.
In altre condizioni, determinate da contesti specifici, la scelta del portinnesto è forzata da una situazione preesistente. Ad esempio, il reinnesto utilizza sempre le piante preesistenti come portinnesti allo scopo di correggere scelte sbagliate (insuccesso della cultivar scelta, introduzione di un impollinatore) o riconvertire gli orientamenti produttivi (sostituzione di una cultivar obsoleta sotto l'aspetto tecnico o economico).
Va infine citata la scelta di portinnesti presenti nella vegetazione spontanea preesistente. Questa pratica, frequente in passato, aveva lo scopo di sfruttare economicamente la vegetazione spontanea e derivava da consuetudini dettate dalle tradizioni locali o, talvolta da specifiche disposizioni legislative:
- Una consuetudine tradizionale diffusa in diverse regioni è l'uso popolare di innestare il pero sui perastri (Pyrus amigdaliformis e Pyrus pyraster) o sui biancospini (Crataegus monogyna) che vegetavano nelle siepi, nelle macchie, nei bordi delle strade, oppure quello di innestare l'olivo sugli olivastri.
- Fra le disposizioni legislative si segnalano gli editti e le prammatiche del XVII secolo all'epoca della dominazione spagnola che, imponendo l'innesto degli olivastri ai proprietari dei fondi con relative sanzioni pecuniarie per gli inadempienti, diedero impulso alla nascita dell'olivicoltura in Sardegna [2].

## Requisiti del portinnesto
Affinché una specie o una varietà o altro tipo genetico possa essere impiegato come portinnesto, deve rispondere a specifici requisiti. Fra i principali si ricordano i seguenti:
- deve possedere proprietà morfofunzionali desiderate tali da beneficiarne nella tecnica dell'innesto;
- deve essere compatibile con la specie o la cultivar da innestare;
- deve essere facilmente propagabile per seme (portinnesti franchi) o per via vegetativa (portinnesti clonali);
- deve essere in ottimo stato sanitario, in particolare esente da virus e fitoplasmi;
- deve avere una scarsa attitudine pollonifera.

## Portinnesti franchi e clonali
I portinnesti franchi o semenzali sono ottenuti da piante nate da seme. Si ricorre a questi portinnesti per alcune specie quando non sono richiesti particolari requisiti o uniformità. In generale conferiscono una spiccata vigoria e una maggiore resistenza alla siccità.
I portinnesti clonali sono ottenuti da piante madri propagate per via vegetativa (per talea, margotta, propaggine, ecc.). Le piante madri sono sempre selezioni genetiche di specie in purezza o ibridi interspecifici . Questi portinnesti sono usati per scopi mirati e conferiscono una notevole uniformità, pertanto sono generalmente preferiti nella frutticoltura intensiva.